# Aymeric van Saksen-Coburg
Aymeric Auguste Marie van Saksen-Coburg (voorheen: Aymeric van België), prins van België (Sint-Lambrechts-Woluwe, 13 december 2005), is het derde kind en de tweede zoon van prins Laurent van Saksen-Coburg en Claire Coombs. Hij is de tweelingbroer van prins Nicolas. Hij is laatste in rang van de Belgische troonopvolging.

## Biografie

### Jeugd
Prins Aymeric werd op 13 december 2005 kort na zijn tweelingbroer prins Nicolas geboren in het Universitair ziekenhuis Saint-Luc en woog 2210 gram en was 45,5 cm groot. De tweeling werd een tijd in het ziekenhuis in een couveuse gehouden omdat ze te vroeg geboren werden. Na bijna twee dagen na de geboorte werden de namen van de tweeling bekendgemaakt.
Ter gelegenheid van het kerstconcert, verscheen hij - samen met zijn broer - in 2006 voor het eerst op een officiële gebeurtenis.
Op 29 mei 2014 heeft hij, samen met zijn tweelingbroer Nicolas, zijn eerste communie gedaan in de Sint-Catharinakerk van Bonlez (gemeente Chaumont-Gistoux). De plaatselijke pastoor concelebreerde met de familievriend, Père Gilbert.

## Opleiding
Aymeric studeerde in 2023 af aan het Lycee français Jean-Monet in Ukkel. Aymeric en zijn tweelingbroer Nicolas werden beiden ingeschreven op de Koninklijke School voor Onderofficieren (Campus Saffraanberg) in Sint-Truiden. Aymeric zou half augustus 2024 beginnen aan de studie sociale en militaire wetenschappen.

## Naamswijziging
Bij een Koninklijk Decreet in 2015 werd besloten dat onder meer prins Aymeric, prins Nicolaas, prinses Louise en zijn vader prins Laurent de achternaam Van België niet meer mochten dragen. In 2023 liet zijn vader daarop met tegenzin de achternaam van de familie veranderen naar Van Saksen-Coburg. Prins Aymeric behield wel de titel Prins van België echter kan hij zijn titel niet meer doorgeven als hij eventueel kinderen krijgt.